# Irena Oman
Irena Oman, slovenska političarka, poslanka, medicinska sestra, pravnica notranjih zadev, * 7. september 1967.

## Življenjepis
Leta 1992 je bila izvoljena v 1. državni zbor Republike Slovenije; v tem mandatu je bila članica naslednjih delovnih teles:
- Komisija za peticije (predsednica; od 23. junija 1993),
- Komisija za žensko politiko,
- Komisija za vprašanja invalidov (do 24. novembra 1994),
- Mandatno-imunitetna komisija (23. april-23. december 1993),
- Komisija za volitve, imenovanja in administrativne zadeve (23. december 1993-24. november 1994),
- Odbor za mednarodne odnose (od 23. junija 1993),
- Odbor za zdravstvo, delo, družino in socialno politiko in
- Odbor za kulturo, šolstvo in šport.